# Simaetha atypica
Simaetha atypica là một loài nhện trong họ Salticidae.
Loài này thuộc chi Simaetha. Simaetha atypica được Marek Żabka miêu tả năm 1994.